# Chinotto Neri Roma
Chinotto Neri Roma – włoski klub piłkarski, mający swoją siedzibę w stolicy kraju - Rzymie.

## Historia
Chronologia nazw:
- 1950: Società Sportiva Chinotto Neri Casilina
- 1957: klub rozwiązano

Piłkarski klub Chinotto Neri został założony w Rzymie latem 1950 roku na bazie klubu Unione Sportiva Casilina, który zajął 4. miejsce w grupie I Promozione w sezonie 1949/50. W sezonie 1950/51 zespół zwyciężył w grupie I Promozione i zdobył awans do Serie C. W sezonie 1951/52 startował w Serie C, zajmując 7.miejsce w grupie C. W następnym sezonie liga została zredukowana z 72 do 18 drużyn i klub został oddelegowany do IV Serie. Po zakończeniu sezonu 1956/57, w którym zajął wysokie trzecie miejsce w grupie F zdobył promocję do Serie C. Latem 1957 po nawiązaniu współpracy pomiędzy konsorcjum agrarnym Federconsorzi oraz producentem napojów bezalkoholowych Chinotto Neri powstał klub SC FEDIT, a Chinotto Neri Roma został rozwiązany.

## Sukcesy

### Trofea międzynarodowe
Nie uczestniczył w rozgrywkach europejskich (stan na 31-12-2016).

### Trofea krajowe
| \| \| Zdobyte trofea w rozgrywkach Włoch (stan na: 31-05-2017) \| |                                                          |      |          |
| Rozgrywki                                                         | Osiągnięcie                                              | Razy | Sezon(y) |
| · Mistrzostwo                                                     | I miejsce                                                | 0    |          |
| · Mistrzostwo                                                     | II miejsce                                               | 0    |          |
| · Mistrzostwo                                                     | III miejsce                                              | 0    |          |
| · Puchar                                                          | zdobywca                                                 | 0    |          |
| · Puchar                                                          | finalista                                                | 0    |          |
| II liga                                                           | I miejsce                                                | 0    |          |
| II liga                                                           | II miejsce                                               | 0    |          |
| II liga                                                           | III miejsce                                              | 0    |          |
| Włochy                                                            | Zdobyte trofea w rozgrywkach Włoch (stan na: 31-05-2017) |      |          |

- Serie C:
  - 7.miejsce: 1951/52 (grupa C)

## Stadion
Klub rozgrywał swoje mecze domowe na stadionie Motovelodromo Appio w Rzymie, który może pomieścić 10000 widzów.